# Зауервейд, Александр Иванович
Александр Иванович Зауерве́йд (Готтлоб Александр Зауервейд, Зауервайд, нем. Gottlob Alexander Sauerweid; 19 февраля [2 марта] 1783 — 25 октября [6 ноября] 1844, Санкт-Петербург) — остзейский и русский живописец, последователь романтического академизма, основной петербургский баталист александровской и николаевской эпох, педагог. Почётный вольный общник (с 1827) и профессор (с 1836) Императорской Академии художеств.

## Биография
Александр Зауервейд родился в 19 февраля (2 марта) 1783 года, по различным сведениям, в Санкт-Петербурге или в Курляндии. Получил образование в Дрезденской академии (1806—1812) и пользовался уже некоторой известностью в Германии, в 1812 году, тогда ещё совсем молодым художником, выполнил маслом ряд изображений лошадей по заказу Наполеона Бонапарта.
Склонность к батальной живописи вполне успешно начала реализовываться для молодого живописца в Париже и Лондоне, когда появились картины «Взятие Парижа», «Сражение при Ватерлоо», «Александр I и граф Платов на параде в Гайд-парке».
В 1814 году Зауервейд был приглашён Александром I в Петербург для исполнения картин военного содержания и рисунков обмундирования русских войск. При Николае I был преподавателем рисования при великих князьях, имел свою мастерскую на последнем этаже Белой башни.
В 1827 году петербургская Академия художеств избрала его в свои почётные вольные общники, вскоре после чего он получил в ней должность руководителя класса баталической живописи, а позднее был возведён в звание профессора.
Близость Зауервейда к императору Николаю I иногда приносила художнику и неприятности. Во время обсуждения в 1840 году представленных президентом и изменённых министром правил касательно преобразования училища при Императорской Академии художеств и учреждению в нём нового штата Зауервейд предложил объявить совету Академии Художеств об отзывах, сделанных ему лично Государем Императором по поводу преобразования Академии. Такого нарушения субординации министр двора не мог потерпеть, и потому он просил «г. президента сделать г. Зауервейду за таковой поступок строгое замечание и внушить ему, что в делах, до Академии Художеств относящихся, кроме его светлости (то есть министра двора), никто не в праве объявлять Высочайших повелений и что если бы сам Государь Император изволил удостоить его, Зауервейда, каких-либо личных приказаний, то ему надлежало донести об этом, для приведения в надлежащее исполнение, его светлости». Но мало этого, министр двора находил нужным, чтобы президент разъяснил, Зауервейду, что «в настоящих чрезвычайных собраниях Академии Художеств надлежит рассуждать только о том, что препровождено его светлостью министром двора на соображение Совета», всякие же рассуждения на общие темы об Академии Художеств безусловно не допускались. Очевидно, что вследствие недовольства министра двора не прошло предложение Н. Зауервейда «о назначении ежегодно особой суммы для заказов художникам работ». Зная тяжелое необеспеченное материальное положение русского художника, Зауервейд полагал, что назначение определённой суммы позволит до известной степени улучшить его положение и, главное, не будет прежней неопределенности. Но, очевидно, предложение Зауервейда было доложено императору Николаю Павловичу, как нежелательное, так как на это предложение император «соизволил отозваться, что если картины и другие художественные произведения наших художников удостоятся Высочайшего внимания, то Его Величество предоставляет себе покупать оные для поощрения художников», то есть вместо права, о котором хлопотал Зауервейд, осталась та же милость, то же неопределенное положение. При вопросе о реформе Академии художеств Зауервейд выступил ярым противником бывшего при ИАХ воспитательного училища, вполне основательно полагая, что училище при Академии художеств должно преследовать свои специальные художественные цели.

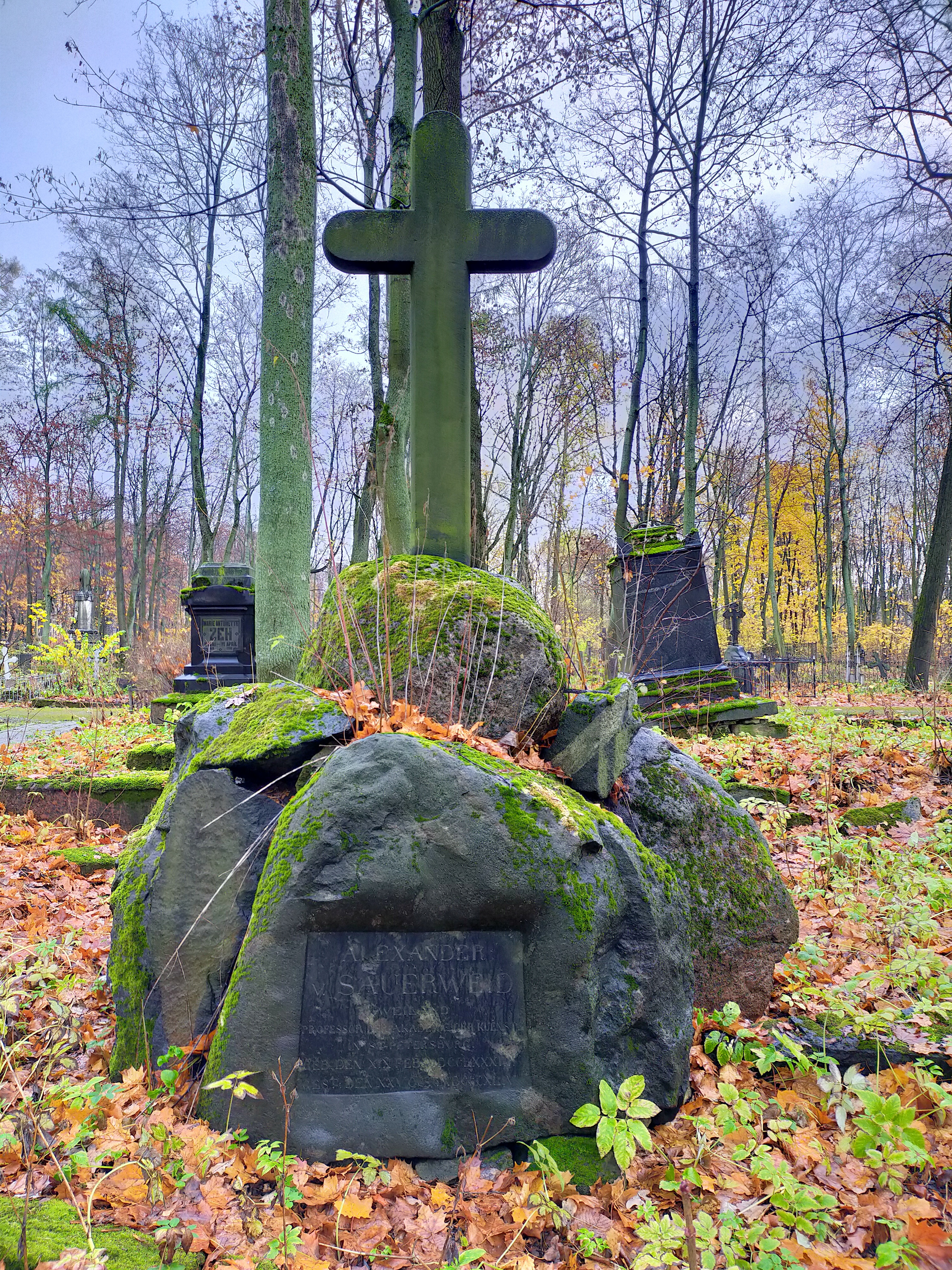
Памятник на могиле А. И. Зауервейда

Большинство его картин находилось в Санкт-Петербургских императорских дворцах. Композиция в них, по мнению Андрея Сомова (в «Брокгаузе — Ефроне», 1894), «несколько натянута, письмо суховато, воздушная перспектива слаба, однако общий рисунок весьма неплох». Особенно у Зауервейда хорошо получались фигуры лошадей. Кроме картин, Зауервейд оставил после себя массу рисунков, выполненных акварелью и пером.
Мастерски владея гравировальной иглой, он воспроизвёл многие из своих композиций в аквафортах.
Умер 25 октября (6 ноября) 1844 года в Санкт-Петербурге. Похоронен на Волковском лютеранском кладбище (XIV уч., Бибичева дорога, правая сторона).
Его сыновья Александр и Николай закончили Императорскую Академию художеств и, как отец, уделяли особое внимание батальной живописи; их картины неоднократно отмечались наградами ИАХ, но преждевременная смерть братьев не позволила раскрыться их многообещающим талантам в полной мере.

## Галерея
|  |  |